# Юннан
Юннан (на мандарин:云南省; пинин: Yúnnán), буквално „Южно от облаците“, e провинция в югозападната част на Китай. Административен център и най-голям град в провинцията е Кунмин.

## История
През 1950 г. Юннан влиза в състава на Китайската Народна Република.